# Eric Simms

a Compétitions nationales et continentales officielles uniquement.

b Matchs officiels uniquement.
Eric Simms, né le 2 août 1945 à Karuah (Australie), est un joueur australien d'origine aborigène de rugby à XIII évoluant au poste d'arrière ou de centre dans les années 1960 et 1970. Il effectue toute sa carrière au sein des Rabbitohs de South Sydney dans le Championnat de Nouvelle-Galles du Sud, il y connaît le succès avec quatre titres remportés en 1967, 1968, 1970 et 1971, et y est le meilleur marqueur de points quatre années consécutivement. Egalement, il est sélectionné avec l'équipe d'Australie et y remporte deux titres de Coupe du monde en 1968 et 1970 au cours desquels il termine meilleur marqueur de points.

## Palmarès
- Collectif :
  - Vainqueur de la Coupe du monde : 1968 et 1970 (Australie).
  - Vainqueur du Championnat de Nouvelle-Galles du Sud : 1967, 1968, 1970 et 1971 (South Sydney).
  - Vainqueur du Championnat de Nouvelle-Galles du Sud : 1965 et 1969 (South Sydney).
- Individuel :
  - Élu meilleur joueur de la finale du Championnat de Nouvelle-Galles du Sud : 1968 (South Sydney).
  - Meilleur marqueur de points de la Coupe du monde : 1968 et 1970 (Australie).
  - Meilleur marqueur de points du Championnat de Nouvelle-Galles du Sud : 1967, 1968, 1969 et 1970 (South Sydney).